# Edward Babiuch
Edward Mikołaj Babiuch (['edvart ˈbabjux] ⓘ; 28 tháng 12 năm 1927 - 1 tháng 2 năm 2021) là một nhân vật chính trị Cộng sản Ba Lan. Ông là một trong bốn Phó Chủ tịch Hội đồng Nhà nước Ba Lan giai đoạn 1976–1980. Babiuch giữ chức Thủ tướng thứ 50 của Ba Lan từ ngày 18 tháng 2 đến ngày 24 tháng 8 năm 1980. Ông mất vào tháng 2 năm 2021 ở tuổi 93. Ông là cựu thủ tướng Ba Lan sống lâu nhất.